# Une colonie
Pour plus de détails, voir Fiche technique et Distribution.
Une colonie est un film dramatique québécois, réalisé par Geneviève Dulude-De Celles, sorti en 2018.
Le film a pour personnage principal Mylia (Émilie Bierre), une jeune fille qui commence l'enseignement secondaire, partagée entre sa nouvelle amitié avec Jacinthe (Cassandra Gosselin-Pelletier), une fille délurée qui l'encourage à expérimenter le sexe et l'alcool, et Jimmy (Jacob Whiteduck-Lavoie), un adolescent issu des Premières Nations. 

## Synopsis
À Pierreville, au Québec, Mylia commence l'école secondaire. Elle vit avec sa sœur cadette Camille et ses parents, Nathalie et Henri, à proximité d'Odanak, une réserve de la Première Nation abénaquise. Camille est harcelée par ses camarades de classe, et Mylia est sa seule amie. Dans sa nouvelle école, Mylia rencontre Jacinthe, une redoublante, qui, ayant remarqué que Mylia prenait des notes pendant le cours d'histoire, lui propose de venir chez elle pour qu'elle l'aide dans ses devoirs, puis finit par l'inviter à une fête. Pendant cette fête, Mylia consomme de l'alcool de façon excessive. Sur le chemin du retour, elle se sent mal ; Jimmy la ramène chez lui et la grand-mère de Jimmy la laisse récupérer sur son canapé.  
Mylia se lie de plus en plus avec Jimmy. En classe d'histoire, les élèves étudient des textes sur les premiers contacts des Européens avec les Amérindiens. Lorsque la discussion se met à porter sur des témoignages d'explorateurs européens empreints de racisme sur les peuples autochtones, Jimmy se met en colère et finit par avoir une bagarre avec des garçons dans les couloirs. Jacinthe invite Mylia à une fête d'Halloween, où elle et ses amies prévoient de s'habiller comme les chanteuses du groupe Fifth Harmony. Bien que la fête tombe le jour de l'anniversaire de Camille, Mylia accepte l'invitation. Lorsque Mylia dit à Jimmy (qui va se déguiser en « Indien ») ce qu'elle a prévu, Jimmy lui reproche de s'habiller comme une « pute », ce qui la vexe. 
Camille est fâchée lorsqu'elle apprend que Mylia ne sera pas à sa fête d'anniversaire et que seuls ses parents seront là. Lors de la fête, Mylia est soumise à la pression de ses amies pour flirter avec un garçon, Vincent, mais devient mal à l'aise devant ses avances et y met un terme. À la maison, Nathalie et Henri annoncent à Mylia et Camille qu'ils sont en train de se séparer. Mylia et Camille vont devoir déménager pour aller vivre en ville avec leur mère. Mylia rejoint une nouvelle école et écrit à Jimmy pour lui raconter ses nouvelles expériences. Ses nouveaux camarades la trouvent bizarre, mais elle conclut en disant qu'elle ne veut pas ressembler aux autres. 

## Fiche technique
- Titre original : Une colonie
- Titre anglais : A Colony
- Réalisation et scénario : Geneviève Dulude-De Celles
- Musique : Mathieu Charbonneau
- Direction artistique : Éric Barbeau
- Costumes : Eugénie Clermont
- Maquillage et coiffure : Léonie Lévesque-Robert
- Photographie : Léna Mill-Reuillard et Etienne Roussy
- Son : Gaëlle Komar, Marie-Pierre Grenier, Bernard Gariépy Strobl
- Montage : Stéphane Lafleur
- Production : Fanny Drew et Sarah Mannering
- Société de production : Colonelle Films
- Société de distribution : FunFilm
- Budget : 1,8 million de dollars[2]
- Pays de production :  Canada
- Langue originale : français
- Format : couleur — format d'image : 1,78:1
- Genre : drame
- Durée : 102 minutes
- Dates de sortie :
  - Canada : 15 septembre 2018 (première au Festival de cinéma de la ville de Québec)[2]
  - Canada : décembre 2018 (Festival du film de Whistler (en) (WFF))
  - Canada : 1er février 2019 (sortie en salle)
  - Allemagne : 8 février 2019 (première internationale à la Berlinale 2019)
  - États-Unis : 19 mai 2019 (Festival international du film de Seattle (SIFF))
  - Canada : 28 mai 2019 (DVD)
  - Pays-Bas : 20 octobre 2019 (Cinekid Festival)
  - France : 6 novembre 2019 (sortie en salle)

## Distribution
- Émilie Bierre : Mylia Bonneau
- Irlande Côté (en) : Camille
- Cassandra Gosselin-Pelletier : Jacinthe
- Jacob Whiteduck-Lavoie : Jimmy
- Robin Aubert : Henri, le père de Mylia et Camille
- Noémie Godin-Vigneau : Nathalie, la mère de Mylia et Camille
- Madeleine Blais-Tremblay : Gabrielle
- Colin Blanchard : Jean-Cédrik
- William Dufault : William
- Louis-Julien Durso : Vincent
- Sylvie Lemay : Nancy Cournoyer, l'enseignante
- Charlie Lemay-Thivierge : Maude
- Jacqueline Michel : Mélina, grand-mère de Jimmy
- Ève Pressault : Doudou
- Leia Scott : Vanessa
- Guillaume Thibault : Carl
- Yves Trudel : Georges, employeur de Mylia
- Ariane Pagé : Sophie
- Alexann Milette : Caroline
- Jérome Parenteau : Mathias
- David-Alexis Lefebvre : Nathan

## Sortie
Le film a été présenté en première au Festival du film de Québec 2018. Il est sorti en salle au Canada le 1er février 2019 et en France le 6 novembre 2019. Il a été aussi projeté au Festival du film de Berlin 2019 dans le programme Generation Kplus.

## Distinctions
Le film reçoit sept nominations à la 7e cérémonie des prix Écrans canadiens en 2019 : le meilleur film, la meilleure actrice (Bierre), le meilleur acteur secondaire (Whiteduck-Lavoie), la meilleure actrice secondaire (Côté), le meilleur réalisateur (Dulude-De Celles), les meilleurs costumes (Eugénie Clermont) et le prix John Dunning du meilleur premier long métrage. 